# Bells (Teksas)
Bells je gradić u američkoj saveznoj državi Teksas. Prema popisu stanovništva iz 2010. u njemu je živjelo 1.392 stanovnika.